# Rolf Steinberg
Rolf Arne Steinberg, född 27 juli 1939 i Norge, död 24 juni 2001 i Stockholm, var en svensk målare och grafiker.
Steinberg studerade vid Kungliga konsthögskolan i Stockholm på 1960-talet och debuterade redan under sin studietid på Liljevalchs Stockholmssalong 1966 som följdes av en separatutställning på Gallerie Ströget i Malmö samma år. Vid sidan av sitt eget skapande var han verksam som grafisk lärare på Grafikskolan. Steinberg är representerad vid Moderna museet i Stockholm.